# HowToBasic
HowToBasic(하우투베이식)은 2013년에 인기를 끌기 시작하여 11,000,000명 이상의 구독자를 갖춘 오스트레일리아의 유튜브 코미디 채널이다. 동영상의 제작자는 말을 하거나 자신의 얼굴을 보이지는 않으며 의도적으로 자신의 아이덴티티를 비밀로 유지한다. 하우투 강좌로 가장된 별난 개그를 보여준다. 이 채널은 풀스크린 네트워크의 일부이다.
이 채널의 구독자 수는 2018년 4월 기준으로 11,000,000명을 넘어섰으며 이는 오스트레일리아의 유튜브 채널 중 최고에 달한다.
이 채널은 중간 중간에 일시 정지를 당하기도 했는데, 2014년에 한 차례, 2015년 말에 한 차례 그러했으며 이는 호도하는 내용물에 대한 유튜브 정책 위반으로 추정되었기 때문이다. 얼마 뒤 채널은 복원되었으며 일시 정지는 해제된 상태이다.
이 채널의 예상되는 순이익은 2018년 2월 기준으로 200만 달러이다.

## 같이 보기
- 유튜버 목록